# Сото, Талиса
Талиса Сото (англ. Talisa Soto, имя при рождении Мириам (англ. Miriam Soto); род. 27 марта 1967, Бруклин, Нью-Йорк) — американская актриса и фотомодель, известная благодаря исполнению роли принцессы Китаны в фильмах «Смертельная битва» и «Смертельная битва 2: Истребление».

## Биография

### Ранние годы
Родилась 27 марта 1967 года в Бруклине, Нью-Йорк, США. Её родители переехали в Бруклин из Пуэрто-Рико в 1950-х. Пока девочка была маленькой, папа и мама приняли решение сменить место жительство на Нортгемптон, Массачусетс.

### Карьера
Получила свою первую модельную работу в 1982 году, когда ей было всего пятнадцать лет. В 1985 году она пыталась заключить контракт с модельным агентством «Ford Models», но получила отказ, потому что выглядела «слишком» по-латински. Тогда подписала контракт с «Click Model Management» и уехала работать в Европу. Она утвердилась в статусе одной из лучших моделей 1980-х и была очень занята своей модельной карьерой, работая в Италии и Франции. Появлялась на обложках журнала «Vogue», «Mademoiselle», «Glamour» и «Self».
В 1988 году вернулась в США, прошла прослушивание и получила роль Индии в своем дебютном фильме Пола Мориссейя «Spike of Bensonhurst». В 1989 году она снялась в фильме о суперагенте Джеймсе Бонде, «Лицензия на убийство», вместе с Тимоти Далтоном, а также исполнила роль Марии Ривьера в музыкальной драме «Короли мамбо».
Приняла участие более чем в 20 фильмах, таких, как «Смертельная битва» в 1995 году в роли принцессы Китаны; «Пинеро» в 2001 году, где снялся Бенджамин Брэтт; и «Баллистика: Экс против Сивер» в 2002 году вместе с Люси Лью и Антонио Бандерасом.
В качестве приглашенного артиста снялась в телесериале «C-16: FBI». В 1995 году она сыграла роль Доньи Джулии в иронической комедии «Дон Жуан де Марко», где актёр Джонни Депп исполнил главную роль. Также актриса снялась в музыкальном видео на песню «I Need to Know» исполнителя и актёра Марка Энтони. В 1996 году сыграла главную роль в манерном кино «Вампирелла», основанном на серии комиксов.
Также снялась в фильмах «Неистребимый шпион», «Ловец солнца», «Карьера», «Мухоловка», «Flight of Fancy» и «Остров мёртвых».
В 1990 году попала в топ-лист «50 самых красивых людей в мире» по версии журнала «People». В 1995 году она попала на обложку спортивного журнала «Sports Illustrated». Она заняла 58 место в списке «100 горячих женщин» журнала «Maxim» в 2002 году.

### Личная жизнь
Была замужем за Луисом Мэндилором, после предпочла его брата Костаса Мэндилора и прожила с ним в браке 3 года с 1997 по 2000 год. Они были друзьями с детства. Спустя некоторое время встретила Бенджамина Брэтта на съемках фильма «Пинеро». 13 апреля 2002 года она вышла за него замуж. У пары двое детей - дочь София Розалинда (род. 6 декабря 2002) и сын Матэо Брэвери (род. 3 октября 2005).

## Фильмография
| Год       |    | Русское название                      | Оригинальное название               | Роль                     |
| --------- | -- | ------------------------------------- | ----------------------------------- | ------------------------ |
| 1984      | ф  | Папа Гринвич Виллидж                  | The Pope of Greenwich Village       | танцовщица               |
| 1988      | ф  |                                       | Spike of Bensonhurst                | Индиа                    |
| 1989      | ф  | Лицензия на убийство                  | Licence to Kill                     | Люп Ламора               |
| 1990      | тф |                                       | Silhouette                          | Марианна Эрреро          |
| 1991      | тф | Тюремные истории: Женщины за решёткой | Prison Stories: Women on the Inside | Росина                   |
| 1992      | ф  | Короли мамбо                          | The Mambo Kings                     | Мария Ривера             |
| 1992      | ф  |                                       | Hostage                             | Джоанна                  |
| 1993—1994 | с  | Сердца запада                         | Harts of the West                   | Кэсси                    |
| 1995      | ф  | Дон Жуан де Марко                     | Don Juan DeMarco                    | Дона Хулия               |
| 1995      | ф  | Смертельная битва                     | Mortal Kombat                       | принцесса Китана         |
| 1996      | ф  | Неистребимый шпион                    | Spy Hard                            | соблазнительница в отеле |
| 1996      | ф  | Ловец солнца                          | The Sunchaser                       | женщина Навахо           |
| 1996      | в  | Вампирелла                            | Vampirella                          | Вампирелла               |
| 1997      | ф  | Карьера                               | The Corporate Ladder                | Сьюзан Тейлор            |
| 1997      | ф  | Смертельная битва 2: Истребление      | Mortal Kombat: Annihilation         | принцесса Китана         |
| 1998      | с  | C-16: ФБР                             | C-16: FBI                           | Росмари Варгас           |
| 1999      | ф  | Мухоловка                             | Flypaper                            | Аманда                   |
| 2000      | ф  |                                       | That Summer in LA                   | Марисабель               |
| 2000      | ф  |                                       | Flight of Fancy                     | Мерседес Маркес          |
| 2000      | тф | Остров мёртвых                        | Island of the Dead                  | Мелииса ОКиф             |
| 2001      | ф  | Пинеро                                | Piñero                              | Шугар                    |
| 2002      | ф  | Баллистика: Экс против Сивер          | Ballistic: Ecks vs. Sever           | Рэйн Гэнт                |
| 2009      | ф  | Миссия                                | La mission                          | Анна                     |
| 2013      | ф  | Элизиум — рай не на Земле             | Elysium                             | Тиша                     |

## Награды и номинации
| Год  | Награда       | Категория                                   | Работа | Результат |
| ---- | ------------- | ------------------------------------------- | ------ | --------- |
| 1989 | ShoWest Award | Female Star of Tomorrow                     |        | Победа    |
| 2002 | ALMA          | Лучшая актриса второго плана в игровом кино | Пинеро | Номинация |